# El Día (San Sebastián)
El Día fue un periódico español editado en San Sebastián entre 1930 y 1936.

## Historia
Fundado en 1930, bajo el subtítulo de «Diario guipuzcoano de información», venía a sustituir al desaparecido diario regionalista El País Vasco. La mayor parte del capital de la empresa editora estaba en manos de nacionalistas vascos, actuando de hecho como un órgano de expresión del PNV. Por la dirección del periódico pasaron Francisco Javier de Landaburu y José Lecároz Goñi. Durante los años de la Segunda República sería uno de los diarios con mayor difusión de Guipúzcoa. Continuaría editándose hasta el comienzo de la Guerra civil, publicando su último número el 19 de julio de 1936.
Con posterioridad, en los antiguos talleres de El Día se editaría el diario falangista Unidad.